# Широчанський могильник
Широчанський могильник — кімерійський могильник 9 — 8 століття до н.е. поблизу с. Широке Херсонської області, досліджуваний у 1961—1963 роках.

## Опис
Померлих, близько 130 поховань, ховали на боці в скорченому положенні, головами на південь. Похоронний інвентар включає посуд, бронзові, бурштинові й скляні прикраси та кістяні вироби.